# エヴァン・ゴールドバーグ
エヴァン・ゴールドバーグ（Evan Goldberg, 1982年9月15日 - ）は、カナダの脚本家、映画プロデューサー、映画監督。セス・ローゲンとの共同作品で知られる。

## 作品
- 無ケーカクの命中男/ノックトアップ 2007 - 製作総指揮
- スーパーバッド 童貞ウォーズ 2007 - 脚本、製作総指揮
- スモーキング・ハイ 2008 - 原案、脚本、製作総指揮
- 素敵な人生の終り方 2009 - 製作
- グリーン・ホーネット 2010 - 脚本、製作総指揮
- 50/50 フィフティ・フィフティ 2011 - 製作
- 俺たち喧嘩スケーター Goon (2011) - 脚本
- 人生はノー・リターン 〜僕とオカン、涙の3000マイル〜 2012 - 製作
- エイリアン バスターズ 2012 - 脚本
- ディス・イズ・ジ・エンド 俺たちハリウッドスターの最凶最期の日 2013 - 原案、脚本、製作、監督、出演
- ザ・インタビュー 2014 - 原案、製作、監督
- ナイト・ビフォア 俺たちのメリーハングオーバー 2015 - 脚本
- ソーセージ・パーティー 2016 - 脚本
- ブロッカーズ Blockers (2018) - 製作
- ロング・ショット 僕と彼女のありえない恋 Long Shot (2019) - 製作
- ザ・ボーイズ 2019 - 創作、TVシリーズ
- グッド・ボーイズ 2019 - 製作
- ミュータント・タートルズ:ミュータント・パニック! 2023 - 製作
- ジェン・ブイ 2023 企画、製作総指揮、脚本
- ザ・スタジオ The Studio (2025) - 製作総指揮、脚本、監督